# دریادار دوم
دریادار دوم درجه‌ای نظامی در نیروی‌های دریایی ایران است که بالاتر از ناخدا یکم و پایین‌تر از دریادار و هم‌سنگ سرتیپ دوم در نیروی زمینی و نیروی هوایی ایران می‌باشد. این درجه همانند سرتیپ دوم معادلی در بسیاری از نیروهای نظامی جهان ندارد.
باید گفت در نیروی دریایی آمریکا برای دریادار دوم هیچ معادلی وجود ندارد، اما در برابر دریادار اصطلاح Rear Admiral Lower Half و در بریتانیا واژهٔ Commodore به کار می‌رود و درجهٔ پایین‌تر از آن Captain می‌باشد که معادل ناخدا یکم می‌باشد.
درجه‌های دریادار دوم و سرتیپ دوم در نیروهای مسلح شاهنشاهی وجود نداشته‌اند و از سال ۱۳۶۶ به کار گرفته شده‌اند. درجه دریادار دوم در نیروی دریایی ارتش جمهوری اسلامی ایران و نیروی دریایی سپاه پاسداران انقلاب اسلامی به‌کار گرفته می‌شود.
| درجه‌های ارتش ایران | درجه‌های ارتش ایران | درجه‌های ارتش ایران |
| نیروها             | نیروها             | نیروها             |
| زمینی و هوایی      | دریایی             |                    |
| ------------------ | ------------------ | ------------------ |
| ارتشبد             | دریابد             |                    |
| سپهبد              | دریاسالار          |                    |
| سرلشکر             | دریابان            |                    |
| سرتیپ              | دریادار            |                    |
| سرتیپ دوم          | دریادار دوم        |                    |
| سرهنگ              | ناخدا یکم          |                    |
| سرهنگ دوم          | ناخدا دوم          |                    |
| سرگرد              | ناخدا سوم          |                    |
| سروان              | ناوسروان           |                    |
| ستوان ۳، ۲ و ۱     | ناوبان ۳، ۲ و ۱    |                    |
| استوار ۲ و ۱       | ناواستوار ۲ و ۱    | ناواستوار ۲ و ۱    |
| گروهبان ۳، ۲ و ۱   | مهناوی ۳، ۲ و ۱    | مهناوی ۳، ۲ و ۱    |
| سرجوخه             | سرناوی             | سرناوی             |
| سرباز ۲ و ۱        | ناوی ۲ و ۱         | ناوی ۲ و ۱         |
| سرباز              | ناوی               | ناوی               |